# Titan Explorer
Titan Explorer, med kretsare, är en rymdfarkost som kommer att göra högupplösta kartor, med hjälp av radar, över Saturnus måne Titan, studera Titans tidiga kemi och efter möjligt liv. Denna rymdsond är bara ett koncept. Om rymdsonden blir verklig så sker uppskjutningen tidigast 2025.